# Autostrada A26/A4 (Włochy)
Autostrada A26/A4 (wł. Diramazione Stroppiana-Santhià) – łącznik autostradowy w północnych Włoszech, w regionie Piemont.
Trasa łączy Santhià z Stroppianą. Arteria jest długa 31 km. Autostradą zarządza spółka „Autostrade per l’Italia”.
Łączy najważniejszą arterię północnych Włoch – Autostradę A4 z biegnącą do Genui Autostradą A26. Na całej długości jest częścią trasy europejskiej E25. Jej przedłużenie w kierunku północnym dociera do Autostrady A5 w Dolinie Aosty i wspólnie znacznie skracają drogę z Francji do portów nad Morzem Liguryjskim oraz do centrum kraju.